# Markgraf Georg der Fromme von Brandenburg-Ansbach (SPSG, GK I 1048)
Das Gemälde Markgraf Georg der Fromme von Brandenburg-Ansbach (SPSG, GK I 1048) ist ein Werk von Lucas Cranach dem Jüngeren, das den Markgrafen Georg der Fromme mit bedecktem Kopf zeigt. Es ist ein Tafelgemälde auf Lindenholz aus dem Jahr 1571, das sich in der Gemäldesammlung des Jagdschlosses Grunewald in Berlin befindet.

## Beschreibung
Auf dem 94,1 × 77 cm großen Gemälde ist Georg der Fromme als Halbfigur vor hellem Hintergrund dargestellt, auf den sein Kopf einen Schlagschatten wirft und so eine räumliche Dimension entsteht. Der Körper des Markgrafen wird von einem schwarzen mit Pelz gefütterten Mantel umhüllt, was mehr als zwei Drittel der Bildfläche füllt. Auf dem Kopf trägt er einen schwarzen Hut, der mit goldenen Nesteln und einem Perlenkranz geschmückt ist. Über den Oberkörper zieht sich eine doppelte dreifache Goldkette; die linke Hand ist beringt. Das Bild zeigt den Markgrafen mit einem voluminösen Vollbart im Habitus eines protestantischen Fürsten in schlichter schwarzer Kleidung.
Datiert ist das Bild über ein Schlangensignet mit der Jahreszahl 1571 über der rechten Schulter des Markgrafen. Das posthum angefertigte Porträt des bereits 1543 verstorbenen Markgrafen beruht anscheinend auf einer zu Lebzeiten angefertigten Gesichtsstudie, die in der Cranach-Werkstatt aufbewahrt wurde und die Lucas Cranach der Jüngere verwendete.
Mit dem Bild Markgraf Georg der Fromme von Brandenburg-Ansbach (SPSG, GK I 1192) gibt es eine ebenfalls 1571 entstandene Variante, in der der Markgraf mit unbedecktem Kopf und dem Hut in der Hand gezeigt wird. Dieses Bild erweckt beim Betrachter den Eindruck eines protestantischen Fürsten in geistlicher Andacht, während das Porträt mit Kopfbedeckung als repräsentatives Herrscherporträt gesehen werden kann.

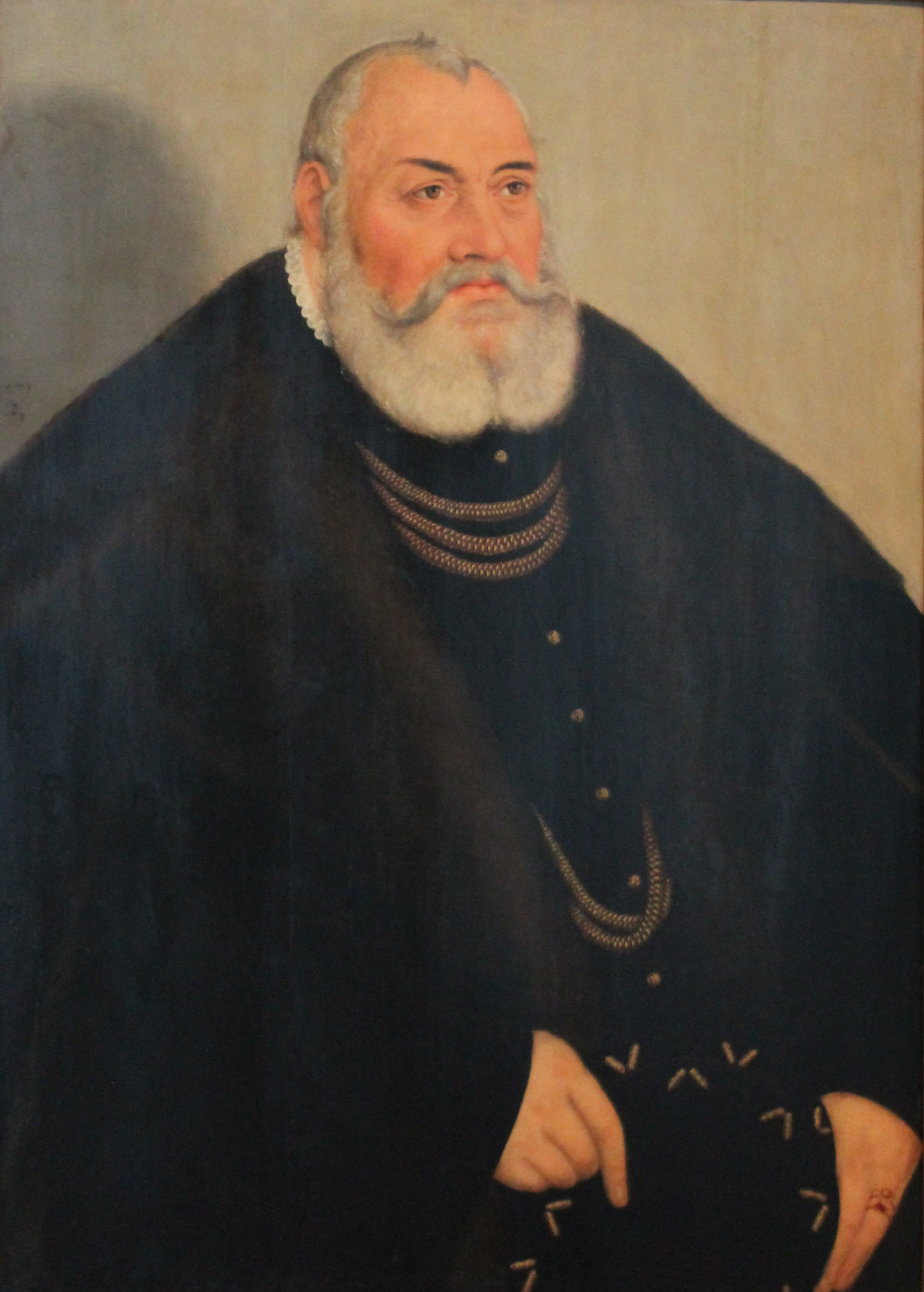
Bildvariante ohne Kopfbedeckung

## Entstehungsgeschichte
Auftraggeber des Bildes ist vermutlich der Sohn von Georg dem Frommen, Markgraf Georg Friedrich von Brandenburg-Ansbach. Es könnte für eine Ahnengalerie auf der Plassenburg bestimmt gewesen sein. Das Gemälde befand sich seit 1786 in der Residenz Ansbach und kam 1811 nach Berlin. Heute steht das Bild im Eigentum der Stiftung Preußische Schlösser und Gärten Berlin-Brandenburg.